# Pattinaggio di velocità ai XXIV Giochi olimpici invernali - Mass start femminile
La gara della mass start femminile di pattinaggio di velocità dei XXIV Giochi olimpici invernali di Pechino è stata disputata il 19 febbraio 2022 sulla pista del National Speed Skating Oval a partire dalle ore 15:45 (UTC+8). Vi hanno partecipato 28 atlete provenienti da 17 nazioni.
La competizione è stata vinta dalla pattinatrice olandese Irene Schouten, mentre l'argento e il bronzo sono andati rispettivamente alla canadese Ivanie Blondin e all'italiana Francesca Lollobrigida.

## Risultati

### Semifinali
Semifinale 1
| Pos. | Atleta                   | Nazione       | Giri | Punti | Tempo   | Note |
| ---- | ------------------------ | ------------- | ---- | ----- | ------- | ---- |
| 1    | Ivanie Blondin           | Canada        | 16   | 65    | 8'28"68 | Q    |
| 2    | Ayano Satō               | Giappone      | 16   | 40    | 8'28"77 | Q    |
| 3    | Li Qishi                 | Cina          | 16   | 23    | 8'29"01 | Q    |
| 4    | Mia Kilburg              | Stati Uniti   | 16   | 10    | 8'29"93 | Q    |
| 5    | Marijke Groenewoud       | Paesi Bassi   | 16   | 9     | 8'30"92 | Q    |
| 6    | Magdalena Czyszczoń      | Polonia       | 16   | 4     | 8'31"77 | Q    |
| 7    | Claudia Pechstein        | Germania      | 16   | 3     | 8'30"99 | Q    |
| 8    | Maryna Zuyeva            | Bielorussia   | 16   | 2     | 8'31"54 | Q    |
| 9    | Elizaveta Golubeva       | ROC           | 16   | 1     | 8'53"99 | q    |
| 10   | Nadja Wenger             | Svizzera      | 16   | 0     | 8'31"50 |      |
| 11   | Laura Gómez              | Colombia      | 16   | 0     | 8'31"66 |      |
| 12   | Sofie Karoline Haugen    | Norvegia      | 16   | 0     | 8'33"77 |      |
| 13   | Park Ji-woo              | Corea del Sud | 16   | 0     | 8'53"64 |      |
| 14   | María Victoria Rodríguez | Argentina     | 9    | 0     | 5'24"53 |      |

Semifinale 2
| Pos. | Atleta                 | Nazione       | Giri | Punti | Tempo   | Note |
| ---- | ---------------------- | ------------- | ---- | ----- | ------- | ---- |
| 1    | Francesca Lollobrigida | Italia        | 16   | 62    | 8'34"19 | Q    |
| 2    | Kim Bo-reum            | Corea del Sud | 16   | 40    | 8'34"23 | Q    |
| 3    | Guo Dan                | Cina          | 16   | 21    | 8'34"39 | Q    |
| 4    | Irene Schouten         | Paesi Bassi   | 16   | 13    | 8'34"43 | Q    |
| 5    | Karolina Bosiek        | Polonia       | 16   | 6     | 8'34"43 | Q    |
| 6    | Giorgia Birkeland      | Stati Uniti   | 16   | 3     | 8'34"43 | Q    |
| 7    | Valérie Maltais        | Canada        | 16   | 3     | 8'35"47 | Q    |
| 8    | Nadezhda Morozova      | Kazakistan    | 16   | 3     | 8'42"23 | Q    |
| 9    | Yauheniya Varabyova    | Bielorussia   | 16   | 2     | 8'43"65 |      |
| 10   | Elena Sokhryakova      | ROC           | 16   | 2     | 8'45"00 |      |
| 11   | Michelle Uhrig         | Germania      | 16   | 2     | 9'02"52 |      |
| 12   | Sandrine Tas           | Belgio        | 16   | 0     | 8'37"77 |      |
| 13   | Marit Fjellanger Bøhm  | Norvegia      | 16   | 0     | 8'42"28 |      |
| 14   | Nana Takagi            | Giappone      | 16   | 0     | 9'10"03 |      |
| -    | Nikola Zdráhalová      | Rep. Ceca     | DNS  | DNS   | DNS     | DNS  |

### Finale
| Pos.    | Atleta                 | Nazione       | Giri | Punti | Tempo   |     |
| ------- | ---------------------- | ------------- | ---- | ----- | ------- | --- |
| Oro     | Irene Schouten         | Paesi Bassi   | 16   | 60    | 8'14"73 |     |
| Argento | Ivanie Blondin         | Canada        | 16   | 40    | 8'14"79 |     |
| Bronzo  | Francesca Lollobrigida | Italia        | 16   | 20    | 8'14"98 |     |
| 4       | Mia Kilburg            | Stati Uniti   | 16   | 10    | 8'16"15 |     |
| 5       | Kim Bo-reum            | Corea del Sud | 16   | 6     | 8'16"81 |     |
| 6       | Valérie Maltais        | Canada        | 16   | 6     | 8'20"46 |     |
| 7       | Maryna Zuyeva          | Bielorussia   | 16   | 4     | 8'20"10 |     |
| 8       | Ayano Satō             | Giappone      | 16   | 3     | 8'16"94 |     |
| 9       | Claudia Pechstein      | Germania      | 16   | 3     | 8'25"78 |     |
| 10      | Magdalena Czyszczoń    | Polonia       | 16   | 2     | 8'21"07 |     |
| 11      | Marijke Groenewoud     | Paesi Bassi   | 16   | 1     | 9'12"86 |     |
| 12      | Giorgia Birkeland      | Stati Uniti   | 16   | 0     | 8'18"10 |     |
| 13      | Guo Dan                | Cina          | 16   | 0     | 8'18"61 |     |
| 14      | Nadezhda Morozova      | Kazakistan    | 16   | 0     | 8'21"05 |     |
| 15      | Elizaveta Golubeva     | ROC           | 15   | 0     | 7'50"24 |     |
| -       | Karolina Bosiek        | Polonia       | DSQ  | DSQ   | DSQ     | DSQ |
| -       | Li Qishi               | Cina          | DSQ  | DSQ   | DSQ     | DSQ |